# Mondial de la bière
 (avril 2025).
Si vous disposez d'ouvrages ou d'articles de référence ou si vous connaissez des sites web de qualité traitant du thème abordé ici, merci de compléter l'article en donnant les références utiles à sa vérifiabilité et en les liant à la section « Notes et références ».
Le Mondial de la bière est un événement annuel de dégustation dont la mission est mettre en valeur la bière. Le festival a lieu en début juin[Depuis quand ?] au centre-ville de Montréal (Canada).
Fondé en 1994, le Mondial de la bière est devenu le plus important festival de bières internationales en Amérique du Nord. 
Un volet professionnel, nommé MBière, débute en 2005 avec la conférenceMBière. Cette conférence attire chaque année à Montréal des sommités internationales du domaine brassicole. Le concours MBière et l’école de biérologie MBière, créé en 2006, ont aussi aidé au développement de l’événement. 
Après avoir commencé ses opérations au Vieux-Port de Montréal, le Mondial de la bière déploie maintenant ses activités chaque année à la Gare Windsor de Montréal.
En 2009, l'événement attire environ 80 000 visiteurs.

## Source
- Site officiel du Festival